# Johann Wilhelm Wendt (Künstler)
Johann Wilhelm Wendt (* 19. Oktober 1747 in Halle; † 21. Januar 1815 in Erbach im Odenwald) war ein deutscher Baumeister und Maler, der insbesondere als Silhouettenschneider bekannt wurde.

## Leben

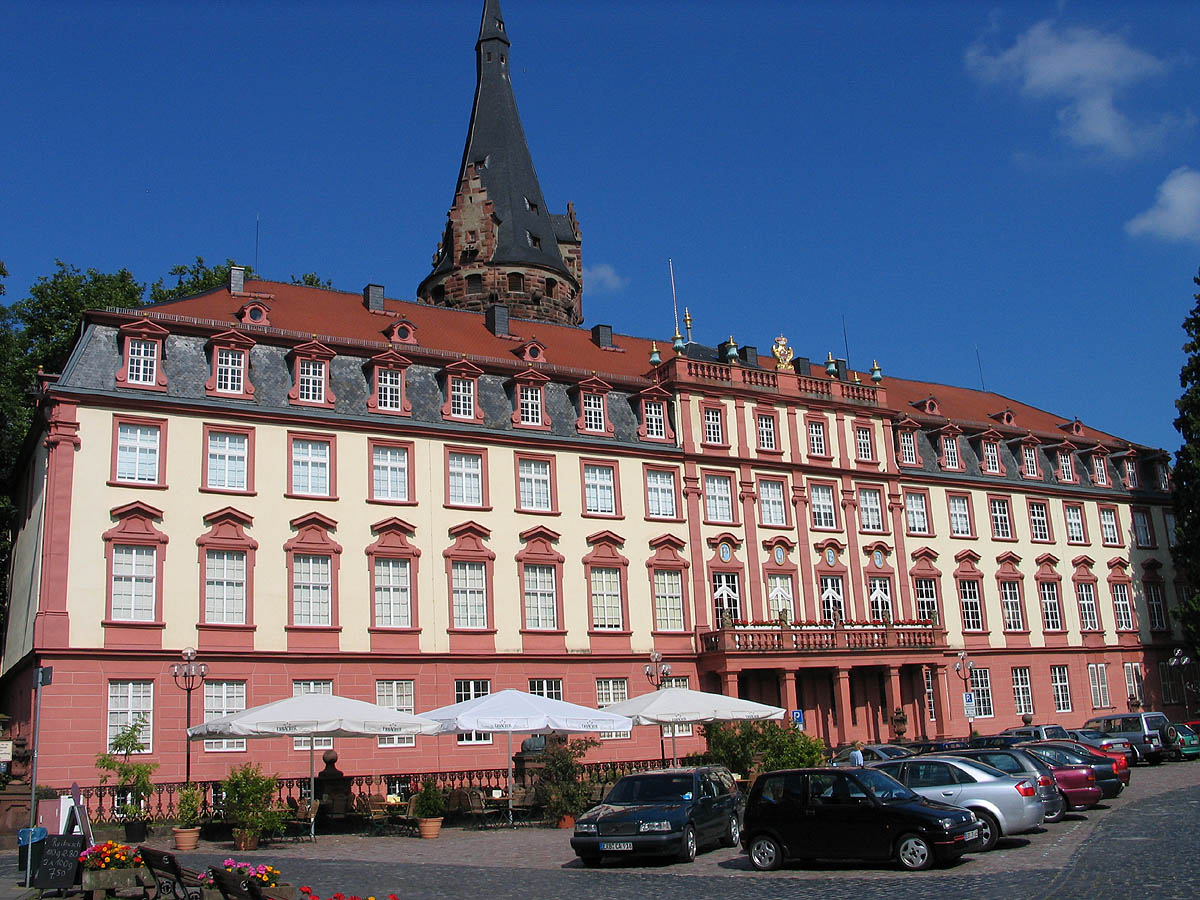
Schloss Erbach

Wendt stand als Baumeister in Diensten des Grafen Franz I. zu Erbach-Erbach. Ab etwa 1785 schuf er eine Sammlung von etwa 65 Schattenrissen bedeutender Freunde und Persönlichkeiten aus dem Bekanntenkreis, die in der Sammlung der Bibliothek von Schloss Erbach befindlich 1924 veröffentlicht wurden. Bekannt wurde er in ganz Deutschland durch seine Ganzkörpersilhouetten. Wendt begleitete den Grafen Franz zu Erbach 1791 auf dessen zweiter Italienreise und hielt seine Eindrücke in Tagebuchform fest. Das Manuskript befindet sich ebenfalls in der Schlossbibliothek. Er schuf auch die Silhouetten von Prinz Georg Wilhelm von Hessen-Darmstadt sowie von dessen Schwiegersohn Herzog Karl II. von Mecklenburg(-Strelitz) und dessen Familie.